# Monte Pisano
Monte Pisano este o arie protejată (arie specială de conservare — SAC, sit de importanță comunitară — SCI) din Italia întinsă pe o suprafață de 8.233 ha, integral pe uscat.

## Localizare
Centrul sitului Monte Pisano este situat la coordonatele 43°46′09″N 10°31′24″E / 43.769167°N 10.523333°E.

## Înființare
Situl Monte Pisano a fost declarat sit de importanță comunitară în iunie 1995 pentru a proteja 1 specie de plante și 35 de specii de animale. Situl a fost protejat și ca arie specială de conservare în mai 2016.

## Biodiversitate
Situată în ecoregiunea mediteraneană, aria protejată conține 17 habitate naturale: Pseudostepă cu ierburi și specii anuale de Thero-Brachypodietea, Păduri de pin mediteraneene cu pini mezogeni endemici, Pajiști umede mediteraneene cu ierburi înalte de Molinio-Holoschoenion, Lacuri eutrofice naturale cu vegetație de tip Magnopotamion sau Hydrocharition, Păduri de Quercus ilex și Quercus rotundifolia, Râuri mediteraneene cu debit permanent cu specii de Paspalo-Agrostidion și galerii riverane de Salix și de Populus alba, Ape stătătoare oligotrofe până la mezotrofe, cu vegetație de Littorelletea uniflorae și/sau de Isoëto-Nanojuncetea, Depresiuni pe substraturi de turbă de Rhynchosporion, Păduri de Castanea sativa, Galerii de Salix alba și de Populus alba, Pajiști carstice calcaroase sau bazofile, de Alysso-Sedion albi, Peșteri inaccesibile publicului, Păduri de Quercus suber, Fânețe de joasă altitudine (Alopecurus pratensis, Sanguisorba officinalis), Pajiști uscate europene, Păduri mixte riverane de Quercus robur, Ulmus laevis și Ulmus minor, Fraxinus excelsior sau Fraxinus angustifolia, de-a lungul marilor râuri (Ulmenion minoris), Păduri aluvionare cu Alnus glutinosa și Fraxinus excelsior (Alno-Padion, Alnion incanae, Salicion albae).
La baza desemnării sitului se află mai multe specii protejate:
- plante (1): Vandenboschia speciosa
- păsări (27): pescăruș albastru (Alcedo atthis), rață sulițar (Anas acuta), rață pitică (Anas crecca), stârc cenușiu (Ardea cinerea), caprimulg (Caprimulgus europaeus), mierla de apă (Cinclus cinclus), șerpar (Circaetus gallicus), erete vânăt (Circus cyaneus), botgros (Coccothraustes coccothraustes), prepeliță (Coturnix coturnix), egretă mică (Egretta garzetta), presură de grădină (Emberiza hortulana), presură de stuf (Emberiza schoeniclus), vânturel roșu (Falco tinnunculus), stârc pitic (Ixobrychus minutus), capîntortură (Jynx torquilla), sfrâncioc roșiatic (Lanius collurio), sfrânciocul cu frunte neagră (Lanius minor), sfrâncioc cu cap roșu (Lanius senator), ciocârlie de pădure (Lullula arborea), rață fluierătoare (Mareca penelope), mierlă albastră (Monticola solitarius), ciuf-pitic (Otus scops), viespar (Pernis apivorus), pițigoi sur (Poecile palustris), Prunella collaris, silvie de tufiș (Sylvia undata)
- amfibieni (2): Bombina pachypus, Triturus carnifex
- mamifere (4): liliac cu aripi lungi (Miniopterus schreibersii), liliacul mediteranean cu potcoavă (Rhinolophus euryale), liliacul mare cu potcoavă (Rhinolophus ferrumequinum), liliacul mic cu potcoavă (Rhinolophus hipposideros)
- nevertebrate (1): croitorul mare al stejarului (Cerambyx cerdo)
- pești (1): Telestes muticellus

Pe lângă speciile protejate, pe teritoriul sitului au mai fost identificate 70 de specii de plante, 6 specii de amfibieni, 9 specii de mamifere, 14 specii de nevertebrate, 7 specii de reptile.